# Blup Blup
Blup Blup, także Garnot Island – niewielka wyspa wulkaniczna w archipelagu Schouten Islands u północnych wybrzeży Nowej Gwinei, utworzona przez stratowulkan.

## Opis
Blup Blup to niewielka (3,5 km szerokości) wyspa wulkaniczna – stratowulkan andezytowo-dacytowy. Wyspa porośnięta jest lasem. Na jej zachodnim i północnym wybrzeżu obserwowana jest aktywność termiczna. 
Na szczycie wulkanu (402 m n.p.m.) znajduje się krater o średnicy 800 m, na grzbiecie w kierunku zachodnim prawdopodobnie kopuła wulkaniczna, a także niewielki stożek pasożytniczy na południowo-zachodnim wybrzeżu. 
Brakuje wiarygodnych informacji na temat erupcji – wiadomo jednak, że do wybuchu wulkanu mogło dojść w okresie holocenu. 
W styczniu 2018 roku, po pierwszym w historii odnotowanym wybuchu wulkanu na sąsiedniej wyspie Kadovar, 591 mieszkańców Kadovaru ewakuowano na Blup Blup.